# اوچی ماتا گائشی
اوچی ماتا گائشی (به ژاپنی: 内股返)-(به انگلیسی: Uchi mata gaeshi) یکی از فنون و تکنیک‌های دستهٔ ناگه-وازا رشتهٔ ورزشی جودو است که در زیردستهٔ آشی-وازا دسته‌بندی می‌شود.